# Луго ди Виченца
Луго ди Виченца (итал. Lugo di Vicenza) је насеље у Италији у округу Виченца, региону Венето.
Према процени из 2011. у насељу је живело 2397 становника. Насеље се налази на надморској висини од 165 м.

## Становништво
Према резултатима пописа становништва 2011. у општини је живело 3.739 становника.
| 1951. | 1961. | 1971. | 1981. | 1991. | 2001. | 2011. |
| ----- | ----- | ----- | ----- | ----- | ----- | ----- |
| 3.806 | 3.856 | 3.530 | 3.555 | 3.550 | 3.719 | 3.739 |

## Партнерски градови
- Ostra Vetere